# Лъв V (папа)
Вижте пояснителната страница за други личности с името Лъв V.
Лъв V (на латински: Leo PP. V) е римски папа за около 30 дни през 903 г. след смъртта на папа Бенедикт IV (900–903). Детрониран е от антипапа Христофор (903–904), който понякога е приеман за легитимен папа. Избран докато е бил свещеник. Понтификатът на Лъв V е в най-тъмния период от папската история. Той е бил свален и убит, вероятно удушен от антипапа Христофор, който на свой ред е убит от папа Сергий III (904–911) през 904 г.